# Kohärenzkriterium
Das Kohärenzkriterium auch Konvergenzkriterium (lateinisch: cohaerere „zusammenhängen“ und altgriechisch κριτήριον „Gerichtshof; Rechtssache; Richtmaß“) stellt ein Verfahren der historisch-kritischen Methode dar, das vor allem in der biblischen bzw. neutestamentlichen Exegese angewendet wird. Die Methode hat nicht nur zum Ziel, einen (biblischen) Text in seinem damaligen historischen Kontext zu verstehen und auszulegen, sondern auch die ‚Worte Jesu‘ als solche zu rekonstruieren und damit zur Historischen Jesusforschung beizutragen.
Im Kohärenzkriterium wird eine „Übereinstimmung von Wort und Tat“ gesucht, damit trägt das Kohärenzkriterium gewissermaßen dem Umstand Rechnung, dass Jesus nicht losgelöst von seiner damaligen sozialen Umwelt betrachtet werden kann. Ergebnisse, die dem Kohärenzkriterium genügen, sind Texte, die dann als authentisch angenommen werden können, wenn sich nachweisen lässt, dass sie mit Texten zusammenhängen, die sich mit Hilfe des Kriteriums der Unähnlichkeit als authentisch erwiesen haben. Einzeltexte der Jesustradition werden also mit anderen Texten und dem literarischen Gesamtbefund verglichen.
Die (authentischen) Jesusworte und -taten, die insbesondere vermittels des Differenz- oder Unähnlichkeitskriteriums erhoben wurden, können eine historische Wahrscheinlichkeit für sich beanspruchen, so etwa Sprüche über das Kommen der Gottesherrschaft oder Auseinandersetzungen um die Auslegung der Tora.
Dazu gehöre auch das „Kriterium des gewaltsamen Todes Jesu“, das von John Paul Meier (* 1942) formuliert wurde. Ingo Broer (2004) formulierte das Kohärenzkriterium wie folgt „[…] Indem man von dem mit Hilfe des Differenzkriteriums erhobenen Jesus gut vorsichtig in die übrige Jesustradition weiterfragt, welche Worte daraus mit diesem Gut übereinstimmen bzw. verwandt sind oder Ähnlichkeiten aufweisen, lassen sich aber eine Reihe von weiteren Jesusworten mit einer gewissen Wahrscheinlichkeit dem historischen Jesus zuweisen. […]“